# Takashi Iizuka
Takashi Iizuka (飯塚 隆?, Iizuka Takashi; Kawaguchi, 16 marzo 1970) è un autore di videogiochi giapponese,dal 2008 capo di Sonic Team.

## Biografia
Iniziò a lavorare per Sega nel 1992, aiutando a correggere i bug di Sonic the Hedgehog 2. Continuò a lavorare sulla serie videoludica studiando il level design per Sonic the Hedgehog 3.
Aiutò Traveller's Tales allo sviluppo di Sonic R. Fu anche lead designer per Nights into Dreams... e Sonic Adventure.
Nel 1999 lui con un piccolo team si trasferì a San Francisco per fondare Sonic Team USA con lo scopo di ottenere un responso dal pubblico nordamericano. Il team sviluppò i giochi  Sonic Adventure 2, Sonic Heroes, Shadow the Hedgehog e Nights: Journey of Dreams.